# Dualismo onda-particella
In fisica, con dualismo onda-particella o dualismo onda-corpuscolo si definisce la duplice natura, sia corpuscolare sia ondulatoria, del comportamento della materia e della radiazione elettromagnetica.
Tale caratteristica emerse all'inizio del XX secolo, come ipotesi nell'ambito della teoria dei quanti e dall'interpretazione di alcuni esperimenti. Ad esempio l'effetto fotoelettrico, con l'introduzione del fotone, suggeriva una natura corpuscolare della luce, che d'altra parte manifestava chiaramente proprietà ondulatorie nei fenomeni della diffrazione e dell'interferenza (esperimento di Young). Specularmente, particelle come l'elettrone mostravano, in opportune condizioni, anche proprietà ondulatorie.
Il paradosso rimase tale fino all'avvento della meccanica quantistica, quando si riuscì a descrivere i due aspetti in modo coerente, specificando la modalità di manifestazione del dualismo mediante il principio di complementarità. La successiva scoperta dei limiti di tale principio ha portato a superare, a livello quantistico, i concetti di onda e particella, poiché inadatti a descrivere i sistemi fisici in tale ambito.

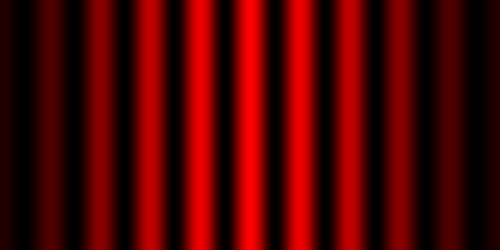
Interferenza di un'onda in una doppia fenditura (simulazione numerica).
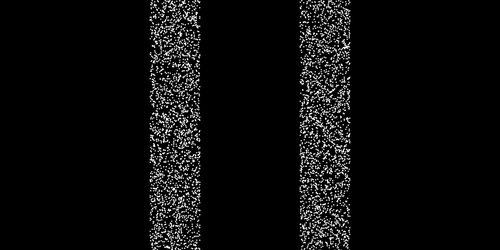
Distribuzione di particelle classiche che hanno attraversato una doppia fenditura (simulazione numerica).
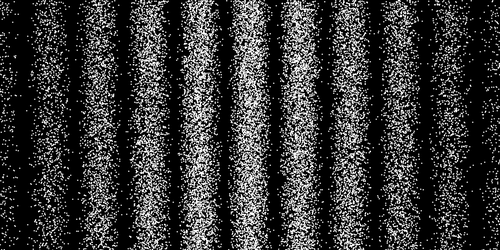
Interferenza di elettroni in una doppia fenditura (simulazione numerica).
Interferenza di elettroni in una doppia fenditura (dati sperimentali). Le immagini si riferiscono a numeri crescenti di elettroni singoli, accumulati sullo schermo a valle della doppia fenditura.

## Dualismo onda-corpuscolo in ottica

### Newton e Huygens (XVII secolo)
Il dibattito sulla natura della luce nacque nel XVII secolo in seguito alla contrapposizione fra la teoria corpuscolare di Isaac Newton e quella ondulatoria di Christiaan Huygens.

### Young (1801)
Nel 1801 l'inglese Thomas Young eseguì un esperimento che avvalorò la natura ondulatoria della luce: due raggi (originati dalla divisione di un unico raggio di partenza) colpiscono due fenditure verticali su uno schermo, propagandosi poi nella regione a valle delle fenditure, per formare infine un'immagine luminosa su un secondo schermo. L'area al centro del secondo schermo non risulta buia, come ci si aspetterebbe da un modello particellare, ma presenta una banda luminosa, a cui seguono altre bande verticali alternate più o meno luminose, creando un'immagine d'interferenza come previsto dal modello ondulatorio.

### Fresnel (1818)
Nel 1818 Augustin-Jean Fresnel partecipò ad un concorso promosso dall'Accademia francese delle scienze per un saggio riguardante uno studio teorico e sperimentale sulla luce. In quel periodo l'argomento era rilevante soprattutto a motivo della disputa, ancora aperta, sulla sua natura corpuscolare o ondulatoria. Alla presentazione degli studi di Fresnel, che si basavano sulla teoria ondulatoria, il fisico nonché giudice della gara Siméon-Denis Poisson, sostenitore della teoria corpuscolare, spiegò che, per assurdo, seguendo tali studi si sarebbe dovuto osservare un punto luminoso (macchia di Poisson) nel centro dell'ombra di un disco circolare illuminato da una sorgente puntiforme. Poco dopo, tale fenomeno venne osservato sperimentalmente dal fisico François Arago, che fece un esperimento appositamente concepito confermando il lavoro di Fresnel, a cui venne attribuito il premio.

### Foucault (1850)
Nel 1850 Léon Foucault, per mezzo di uno specchio girevole, riuscì a
1. misurare accuratamente (1% d'errore) la velocità c della luce nel vuoto;
2. mostrare che la velocità di propagazione della luce nell'aria è maggiore rispetto all'acqua: {\displaystyle v_{aria}>v_{acqua}};
3. mostrare che la velocità della luce varia in maniera inversamente proporzionale all'indice di rifrazione del mezzo nel quale si propaga: {\displaystyle v=c/n}.

Il secondo risultato fu un experimentum crucis in quanto la teoria ondulatoria della luce prevedeva tale esito, mentre la teoria corpuscolare newtoniana prediceva l'opposto.

### Maxwell (1864)
Con le equazioni di Maxwell (1864) si comprese che la luce visibile era solo una parte dello spettro della radiazione elettromagnetica.

## Dualismo onda-particella nella fisica dei quanti

### Planck (1900)
Lo studio dello spettro della radiazione di corpo nero portò Planck nel 1900 ad avanzare l'ipotesi che l'interazione tra il campo elettromagnetico e la materia avvenisse mediante l'emissione o l'assorbimento di pacchetti d'energia discreti, chiamati quanti.

### Einstein (1905)
Il modello ondulatorio della luce, affermatosi nel corso dell'Ottocento, sembrava ancora corretto agli inizi del Novecento. Tuttavia nel 1905 Albert Einstein, con un lavoro che gli valse il premio Nobel nel 1921, giustificò l'effetto fotoelettrico postulando l'esistenza di quanti di luce, particelle formate da "pacchetti" indivisibili e discreti di energia che nel 1926 saranno chiamati da Gilbert N. Lewis fotoni. Tale lavoro identificava quindi in un ente fisico (quanto di luce) il concetto puramente teorico (quanto di energia) introdotto da Max Planck nel 1900. Vi compariva l'equazione che lega l'energia {\displaystyle E} di un fotone con la frequenza {\displaystyle \nu } della luce:
{\displaystyle \ E=h\,\nu }
dove {\displaystyle h} è la costante di Planck.
Si aveva ora una duplice (ondulatoria secondo Maxwell, particellare secondo Einstein) e quindi problematica descrizione dei fenomeni luminosi. La natura corpuscolare della radiazione elettromagnetica fu definitivamente confermata nel 1922 dalla scoperta dell'effetto Compton.

### Einstein (1909)
Il dualismo onda-particella si manifestò con l'analisi statistica della radiazione di corpo nero fatta da Einstein nel 1909. La varianza {\displaystyle \sigma ^{2}({\bar {n}})} mostrava due termini, uno lineare e uno quadratico in {\displaystyle {\bar {n}}}, numero medio di quanti d'energia a frequenza {\displaystyle \nu } da attribuire a ciascun risonatore (atomo) responsabile dell'emissione o assorbimento di radiazione:
{\displaystyle \sigma ^{2}({\bar {n}})={\bar {n}}+{\bar {n}}^{2}}
Questa caratteristica apparve subito sconcertante perché era noto che i sistemi di particelle hanno una dipendenza lineare in {\displaystyle {\bar {n}}} della varianza:
{\displaystyle \sigma ^{2}({\bar {n}})={\bar {n}}}
mentre quelli formati da onde mostrano una dipendenza quadratica:
{\displaystyle \sigma ^{2}({\bar {n}})={\bar {n}}^{2}}
Lo spettro di radiazione del corpo nero, invece, si comportava statisticamente come un sistema sia particellare, sia ondulatorio.
Einstein si accorse inoltre che tale caratteristica era ineliminabile: solo la presenza di entrambi i termini garantiva la conservazione dell'energia del sistema.

### De Broglie (1924)
Nel 1924 Louis de Broglie fece un ulteriore passo ipotizzando che, come la luce possiede anche proprietà corpuscolari, le particelle debbano avere anche proprietà ondulatorie. A un corpo con quantità di moto {\displaystyle p} veniva infatti associata un'onda di lunghezza {\displaystyle \lambda } (poi detta lunghezza d'onda di de Broglie):
{\displaystyle \lambda ={\frac {h}{p}}}
Tale relazione è direttamente derivabile, per i fotoni, dell'equazione di Planck-Einstein {\displaystyle E=h\,\nu }, visto che per i fotoni valgono le relazioni {\displaystyle c=\lambda \,\nu } (velocità della luce nel vuoto) e {\displaystyle p=E/c} (quantità di moto di un fotone) dalle quali si ricava
{\displaystyle \lambda ={\frac {c}{\nu }}={\frac {E}{p\,\nu }}={\frac {h\,\nu }{p\,\nu }}={\frac {h}{p}}}
Le analogie tra il principio di Fermat in ottica e il principio di Maupertuis in dinamica indussero de Broglie ad associare ad ogni particella massiva un'onda fisica. Per de Broglie, da un punto di vista ontologico, coesistono particelle e onde fisiche, dette onde materiali proprio perché si accompagnano a tutte le particelle.

### Davisson e Germer (1927)
Nel 1927 i fisici Clinton Joseph Davisson e Lester Halbert Germer confermarono sperimentalmente le previsioni di De Broglie dirigendo un fascio di elettroni (che erano stati fino ad allora assimilati a particelle) contro un reticolo cristallino e osservandone figure di diffrazione. 
Questo esperimento diede conferma dell'ipotesi di de Broglie sulla natura ondulatoria delle particelle e, assieme a quello di 
diffusione Compton, che mise in evidenza come la luce potesse avere comportamento tipico di una particella,
completò il quadro del dualismo onda-particella.

## Dualismo onda-particella in meccanica quantistica

### Born (1926)
Una volta derivata l'equazione di Schrödinger, si pose il problema del significato da attribuire alla funzione d'onda {\displaystyle \psi (\mathbf {r} ,t)} (in generale corrispondente a un numero complesso, quindi privo d'interpretazione fisica) o, più specificamente, alla quantità 
{\displaystyle \rho (\mathbf {r} ,t)=|\psi (\mathbf {r} ,t)|^{2}=\psi ^{*}(\mathbf {r} ,t)\,\psi (\mathbf {r} ,t)}
(espressa invece da un numero reale, che può essere interpretato fisicamente). Inizialmente Schrödinger pensò d'interpretare {\displaystyle \rho } nel modo più intuitivo, come la densità di materia contenuta nel volume infinitesimo {\displaystyle dV=dx\,dy\,dz}, ma tale ipotesi risultò scorretta a causa del progressivo sparpagliamento del pacchetto d'onda rappresentato dalla {\displaystyle \psi }. Analoga sorte, per lo stesso motivo, ebbe il tentativo d'interpretare {\displaystyle \rho } come densità di carica.
Max Born nel 1926 interpretò invece tale densità come densità di probabilità di rinvenire la particella in un volume infinitesimo. Con Born la funzione d'onda {\displaystyle \psi } cessa di essere (come era invece per de Broglie) un ente fisico dotato d'energia ed impulso, per diventare un numero complesso (ampiezza di probabilità) il cui modulo quadro {\displaystyle \rho =|\psi |^{2}} è una densità di probabilità. Per sistemi con {\displaystyle n>1} particelle, {\displaystyle \psi } non è definita nella spazio fisico tridimensionale, ma nello spazio astratto a 3n dimensioni delle configurazioni. Quindi {\displaystyle \psi } non può rappresentare un ente fisico, ma è invece una funzione matematica legata alla probabilità. Per Born, da un punto di vista ontologico, esistono solo particelle, mentre l'onda materiale di de Broglie "svanisce" nell'ampiezza di probabilità.
L'interpretazione probabilistica della funzione d'onda {\displaystyle \psi } risultò fondamentale per la comprensione dei risultati dell'equazione di Schrödinger e divenne uno dei postulati dell'interpretazione di Copenaghen della meccanica quantistica.

### Bohr (1927)

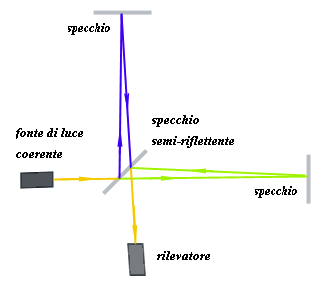
Schema dell'interferometro di Michelson.

Il dualismo onda-particella fu generalizzato dal principio di complementarità enunciato da Niels Bohr al Congresso internazionale dei fisici del 1927 e pubblicato in un suo articolo del 1928. Secondo tale principio, in meccanica quantistica si manifestano alternativamente l'aspetto ondulatorio o quello corpuscolare, a seconda del tipo di strumento utilizzato per la misurazione. Ciò equivale a dire che gli aspetti ondulatori o particellari dei quantoni (enti quantistici quali fotoni, elettroni, neutroni, ecc.) non possono essere osservati contemporaneamente: si tratta di un dualismo nel senso etimologico del termine.
Per Bohr, da un punto di vista ontologico, non possiamo affermare nulla sulla natura dei sistemi microscopici, che rimane a noi inconoscibile. Da un punto di vista epistemico, il medesimo quantone si può invece manifestare come onda o come particella, a seconda del tipo di strumento utilizzato per l'osservazione.
Bohr non condivise mai l'interpretazione di Heisenberg, secondo cui le relazioni d'indeterminazione sono dovute al disturbo inevitabilmente associato al processo quantistico di misurazione. Sostenne invece che sono espressione del principio di complementarità. 
Bohr ricavò le indeterminazioni posizione/momento ed energia/tempo di Heisenberg in modo alternativo, partendo dalle relazioni di dispersione di Fourier, note in ottica dal primo quarto del XIX secolo (vedi Derivazioni di Bohr in Principio di indeterminazione di Heisenberg).

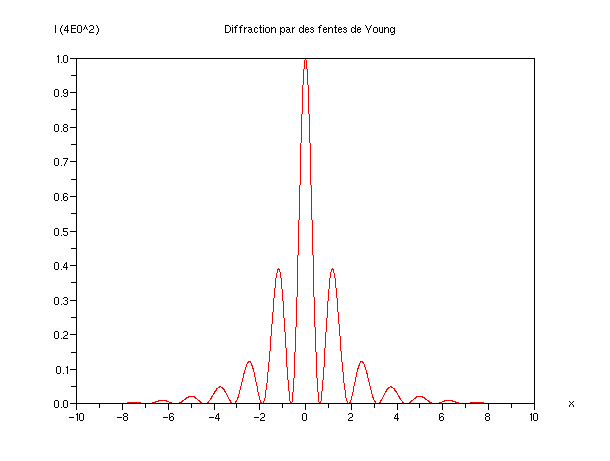
Figura d'interferenza da doppia fenditura nel caso di visibilità perfetta:
e quindi V = 1.

Nel caso di strumenti con due vie alternative (doppia fenditura, interferometro di Mach-Zehnder, interferometro di Michelson) è possibile esprimere quantitativamente il dualismo onda-particella. Si definisce visibilità di frangia
{\displaystyle V={\frac {I_{max}-I_{min}}{I_{max}+I_{min}}}={\frac {{\cal {P}}_{max}-{\cal {P}}_{min}}{{\cal {P}}_{max}+{\cal {P}}_{min}}}}
in cui {\displaystyle I_{max}} è il valore massimo dell'intensità della figura d'interferenza, ed {\displaystyle I_{min}} quello minimo. La stessa relazione vale per le probabilità {\displaystyle {\cal {P}}} di arrivo dei quantoni sulle schermo.
La visibilità può variare tra {\displaystyle V=0} (assenza d'interferenza: {\displaystyle I_{max}=I_{min}}) e 
{\displaystyle V=1} (visibilità perfetta: {\displaystyle I_{min}=0}):
{\displaystyle 0\leq V\leq 1}

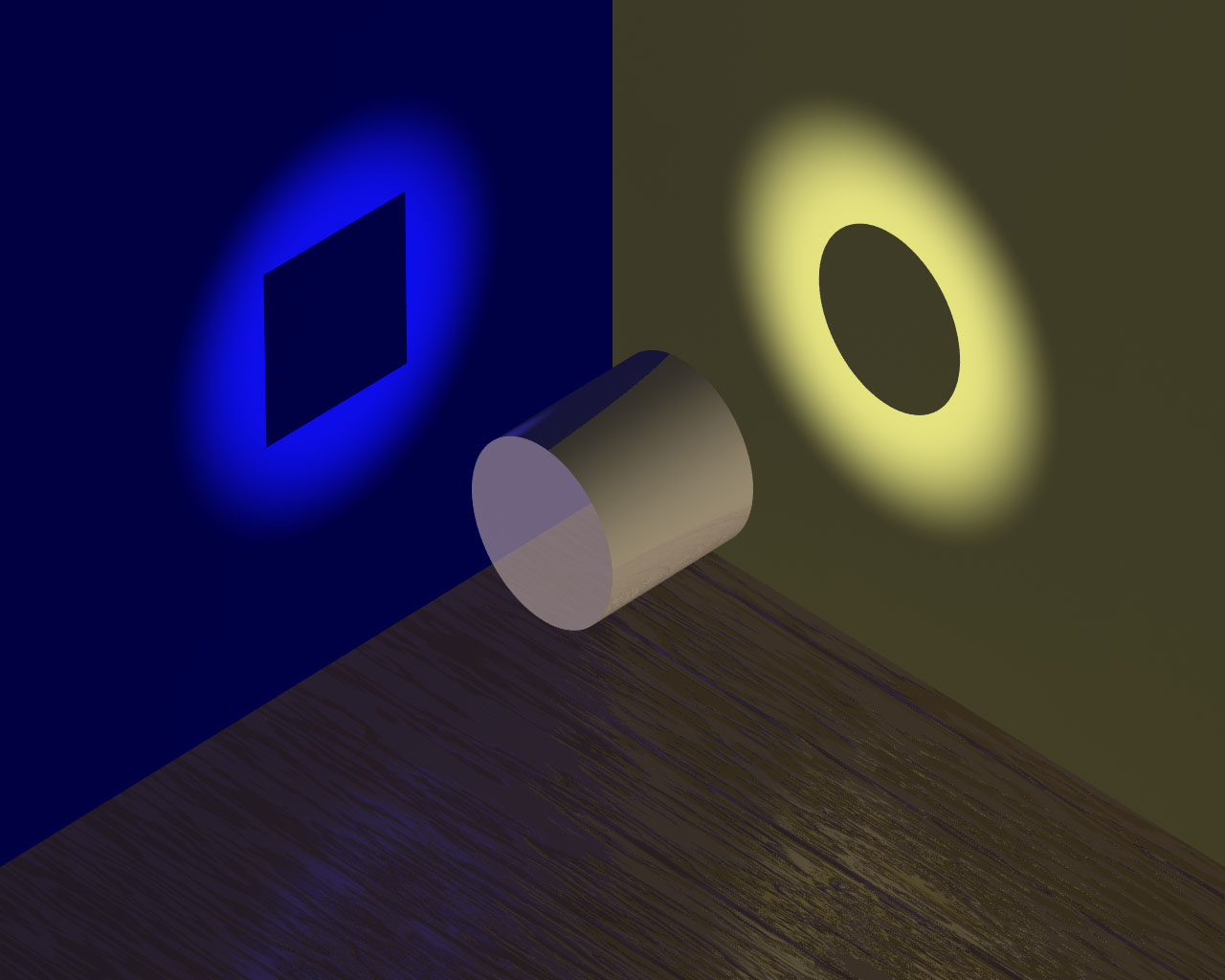
Metafora del cilindro: un solido le cui proiezioni possono produrre le immagini di un cerchio o di un quadrato.

La predicibilità è invece data dal modulo della differenza normalizzata tra la probabilità che il quantone passi dal cammino A e quella che passi dal cammino B:
{\displaystyle P=\left|{\frac {{\cal {P}}_{A}-{\cal {P}}_{B}}{{\cal {P}}_{A}+{\cal {P}}_{B}}}\right|}
Anche la predicibilità varia tra P = 0 (equiprobabilità tra i due cammini) ed P = 1 (certezza che il quantone sia passato da A o da B):
{\displaystyle 0\leq P\leq 1}
La complemetarità di Bohr viene espressa da una di queste due condizioni, mutualmente esclusive:
{\displaystyle (V=0\quad ;\quad P=1)}
nel caso il quantone venga rilevato come una particella;
oppure
{\displaystyle (V=1\quad ;\quad P=0)}
se il quantone si comporta come un'onda. La complementarità prevede quindi solo i valori estremi (0, 1) dei possibili intervalli ammessi per la visibilità V e la predicibilità P, escludendone i valori intermedi (0 < V < 1 ; 0 < P < 1).
Resta da capire il rapporto tra il quantone e i concetti classici di onda o particella. Forse aiuta l'intuizione la metafora del cilindro (quantone): non è né un cerchio, né un quadrato, ma le sue proiezioni (visioni classiche) ci forniscono, a seconda della prospettiva, l'immagine di un cerchio (onda) o di un quadrato (particella macroscopica).

### Landau (1956)
Il dualismo onda-particella è molto importante anche in fisica della materia condensata. Tale principio implica che anche le onde che si osservano in questi sistemi, come vibrazioni meccaniche, onde di spin od oscillazioni della nuvola elettronica, possiedano proprietà particellari. Si parla in questo caso di quasiparticelle, concetto introdotto da Lev D. Landau nel 1956.
L'idea venne formulata nell'ambito dei suoi studi sulla superfluidità. Tra il 1941 e il 1947 si occupò di liquidi quantistici bosonici (quali l’isotopo {\displaystyle _{2}^{4}}He), mentre dal 1956 al 1958 studiò quelli fermionici (ai quali appartiene l’{\displaystyle \,_{2}^{3}}He). Per questi contributi teorici alla comprensione della superfluidità ottenne il premio Nobel nel 1962.
Il concetto di quasiparticella è stato successivamente esteso a indicare, in generale, un'eccitazione di un sistema a materia condensata, sia esso una particella singola (come nel significato originario di quasiparticella), un sistema di due o più particelle, o un'eccitazione di tipo collettivo, coinvolgente tutte le particelle del sistema.
È tra le idee più importanti della fisica della materia condensata perché permette di semplificare il problema a molti corpi della meccanica quantistica. Infatti le equazioni che regolano la dinamica delle quasiparticelle sono solitamente più semplici delle equazioni che regolano la dinamica delle sottostanti particelle interagenti.

### Doppia fenditura quantistica (1961 - 2018)
Un esperimento quantistico d'interferenza da doppia fenditura è una variante dell'esperimento di Young che rende visibile il dualismo onda-particella, mostrando le manifestazioni ondulatorie (frange d'interferenza) di particelle quantiche.

#### Esperimenti

Esperimento della doppia fenditura effettuato con elettroni singoli. Le immagini sono prese dopo l'invio di (a) 10, (b) 200, (c) 6.000, (d) 40.000, (e) 140.000 elettroni.

L'esperimento della doppia fenditura utilizzando un fascio di elettroni fu eseguito per la prima volta da Claus Jönsson dell'Università di Tubinga nel 1961. 
Fu quindi ripetuto nel 1974 a Bologna da Pier Giorgio Merli, Gianfranco Missiroli e Giulio Pozzi inviando un elettrone alla volta sulla lastra fotografica. 
L'idea di Merli e dei suoi collaboratori fu di utilizzare un microscopio elettronico sia come interferometro sia come sorgente di elettroni, facendo passare gli stessi attraverso un biprisma elettronico, come originariamente concepito da Gottfried Möllenstedt. I risultati dell'esperimento del 1974, nonostante fossero stati pubblicati e fosse anche stato realizzato un documentario in proposito, furono pressoché ignorati. Quando nel 1989 Akira Tonomura e collaboratori ripeterono l'esperimento vennero erroneamente considerati i primi ad aver verificato questo risultato, previsto dalla meccanica quantistica.
Nel 2002 la versione a singolo elettrone dell'esperimento fu votata come "l'esperimento più bello di sempre" dai lettori della rivista divulgativa Physics World.
Sempre al 1974 risalgono i primi esperimenti in cui si utilizzarono neutroni, dovuti ad Helmut Rauch. 
In questo caso si utilizzò un cristallo di silicio per sfruttare la diffrazione di Bragg ed avere due fasci neutronici coerenti da inviare all'interferometro.
L'interferometria con la tecnica delle due fenditure per le particelle quantiche ha raggiunto col tempo livelli di eccellenza. Nel 1999 Anton Zeilinger e i suoi collaboratori all'università di Vienna riuscirono ad effettuare l'esperimento di Young utilizzando molecole di fullerene, 
una molecola con 60 atomi di carbonio. L'eccezionalità dell'esperimento è dovuta al fatto che mai si era osservato il dualismo onda-corpuscolo con particelle di queste dimensioni. Nel 2003 gli stessi autori hanno esteso l'esperimento di interferenza a molecole più pesanti, le tetrafenilporfirine o fluorofullereni con 60 atomi di carbonio e 48 di fluoro, confermando ancora una volta l'evidenza del dualismo.
Gli esperimenti sono proseguiti, sempre all'università di Vienna, sotto la direzione di Markus Arndt. La tecnica sperimentale sviluppata fa uso di un interferometro di Talbot-Lau e costituisce una innovazione nel campo dell'interferometria. Si è potuto dimostrare il dualismo onda-corpuscolo con molecole sempre più massive. Nel 2012 al Vienna Center for Quantum Science and Technology questo gruppo ha pubblicato un risultato con ftalocianina e suoi derivati. Queste molecole si sono rivelate le prime a esibire un comportamento quantistico per masse rispettivamente di 514 AMU e 1298 AMU.
Un esperimento con doppia fenditura, realizzato nel 2012, ha reso visibile in tempo reale il dualismo onda-particella, mostrando manifestazioni ondulatorie in un fascio coerente di particelle. L'emersione della figura d'interferenza ha richiesto, oltre alla produzione di un fascio di particelle dotato della necessaria coerenza, anche l'eliminazione degli effetti distruttivi dell'interazione tra molecole, dovuti alle forze di Van der Waals. Oltre alla valenza didattica e divulgativa (il formarsi della figura di interferenza è visibile in un video pubblicato su YouTube), l'esperimento permette di esplorare i confini tra comportamento classico e comportamento quantistico.
Nel 2018 è stata ottenuta, dal gruppo guidato da Marco Giammarchi al Laboratorio Positroni (L-NESS, Como) del Politecnico di Milano, la prima dimostrazione d'interferenza quantistica di antimateria.

#### Interpretazioni
La peculiarità degli esperimenti d'interferenza sin qui discussi ha motivato diverse interpretazioni dei risultati.
Una possibile interpretazione, ancora legata alle categorie classiche di onda e particella, ne descrive gli esiti come dovuti a due modalità diverse:
1. una propagazione ondulatoria nello spazio tra la sorgente, la doppia fenditura e lo schermo;
2. seguita da una rilevazione puntiforme dell'impatto della particella sullo schermo.

Ovviamente nessun ente classico mostra un simile comportamento duale, caratteristico dei sistemi quantistici.
Secondo altre analisi, i concetti classici di onda e particella vanno utilizzati contemporaneamente per comprendere come avvenga l'interferenza da doppia fenditura. Su questa linea si sono sviluppate interpretazioni della meccanica quantistica alternative a quella usuale di Copenaghen, quale l'interpretazione di Bohm, che riprende in chiave aggiornata l'ipotesi di de Broglie.
Da un punto di vista sperimentale non è possibile stabilire quale sia l'interpretazione corretta tra le due, empiricamente equivalenti in quanto basate sul medesimo formalismo, l'equazione di Schrödinger. La differenza tra le due interpretazioni è di tipo euristico. Si basa, in questo caso, sull'adeguatezza o meno nel fornire una spiegazione (anche soggettivamente soddisfacente) al comportamento dei sistemi quantistici, che differisce profondamente da quello degli enti (onde e particelle) della fisica classica.
Un terzo possibile approccio sostiene che i concetti classici di onda e particella vanno superati, per poter descrivere gli esiti sperimentali che sfuggono al senso comune. Si sono quindi elaborate categorie concettuali non classiche (quantone) per descrivere i fenomeni quantistici. Il superamento del principio di complementarità mediante la disuguaglianza di Greenberger e Yasin porta ad identificare come quantoni (che si distinguono ulteriormente in bosoni e fermioni) tutti gli enti quantici: fotoni, elettroni, neutroni, ecc... :
si comporta come un'onda. Cosicché in realtà non si comporta in nessuno dei due modi. Ora abbiamo lasciato perdere. Diciamo: 
"non è né l'una né l'altra cosa". Fortunatamente c'è uno spiraglio: gli elettroni si comportano esattamente come 
la luce. Il comportamento quantistico degli oggetti atomici (elettroni, protoni, neutroni e così via) è lo stesso per tutti, 
sono tutti "onde-particelle", o qualunque altro nome vi piaccia dar loro.»
(Richard P. Feynman, 1966)

### Greenberger e Yasin (1988)

Interferenza da doppia fenditura.

Daniel M. Greenberger e Allaine Yasin hanno dimostrato nel 1988 una disuguaglianza che generalizza le relazioni quantitative valide per la complementarità in presenza di uno strumento con due cammini:
(1){\displaystyle \quad V^{2}+P^{2}\leq 1}
L'uguaglianza vale se il sistema quantistico è uno stato puro, mentre la disuguaglianza si realizza per uno stato misto. Per uno stato puro risultano possibili tutte le combinazioni di V² e P² che, sommate, diano l'unità:
(2){\displaystyle \quad V^{2}+P^{2}=1}
Ad esempio:
{\displaystyle (V^{2}=0.3\quad ;\quad P^{2}=0.7)\quad \quad (V^{2}=0.5\quad ;\quad P^{2}=0.5)\quad \quad (V^{2}=0.8\quad ;\quad P^{2}=0.2)}
Gli specifici valori di P² si possono modificare, variando le dimensioni dei fori nella doppia fenditura.
Il calcolo esplicito della relazione (2) nel caso di luce coerente (laser) inviata su una doppia fenditura è svolto alla voce Wave-particle duality relation, nella Sezione The mathematics of two-slit diffraction di EN Wikipedia.
La relazione di Greenberger e Yasin, di dualità onda-particella, estende la portata e il significato della complementarità di Bohr. Un apparato sperimentale può fornire contemporaneamente informazioni parziali sugli aspetti ondulatori e particellari del sistema quantistico in esame, ma più informazioni fornisce su un aspetto, meno ne darà sull'altro. Ciò implica che esistono sistemi quantistici con valori di V e P diversi da 0 o 1 - come negli esempi sopra riportati - che non possono quindi essere classificati né come onde, né come particelle.
La disuguaglianza di Greenberger e Yasin ha valore ontologico in quanto segna il superamento del dualismo onda-particella, legato ad enti tipici della fisica classica. Per i sistemi quantistici occorre fare a meno della obsoleta classificazione in onde o particelle, utilizzando un termine specificatamente quantistico (come quantone), che identifica sistemi elementari (fotoni, elettroni, protoni, ecc.) che sfuggono ad una classificazione dicotomica classica. Come dimostrato da Greenberger e Yasin, i quantoni possono talvolta mostrare simultaneamente (quindi non alternativamente, come invece previsto dal principio di complementarità di Bohr) proprietà sia corpuscolari sia ondulatorie (dualità onda-particella): il dominio quantistico non è quindi riducibile alle categorie classiche di onde o particelle.
La predicibilità P indica la capacità di prevedere il percorso (A o B) del quantone nell'attraversare l'apparato sperimentale, basandosi unicamente sulle caratteristiche dello strumento e sulla preparazione iniziale dello stato quantistico. Si tratta quindi di una stima a priori, fatta prima di compiere l'esperimento o eseguire la misura. Ma è noto che, secondo l'interpretazione di Copenaghen della meccanica quantistica, lo stato del sistema risulta deterministicamente definito solo dall'interazione con l'apparato macroscopico di misura. La relazione di dualità onda-particella che descrive lo stato di quantone a posteriori, dopo aver interagito con lo strumento, sarà fornita da Berthold-Georg Englert nel 1996.

### Englert (1996)

Schema dell'interferometro di Mach-Zehnder.

Un interferometro di Mach-Zehnder deve essere equipaggiato, su ciascun cammino, con un WWD (Which-Way Detector) in grado di registrare il passaggio del fotone dal cammino A o da quello B mediante l'interazione del fotone con un sistema atomico metastabile. 
Inoltre un variatore di fase PS (Phase Shifter) - mostrato in Figura - permette d'introdurre uno sfasamento variabile della funzione d'onda del fotone tra i due cammini, compreso nell'intervallo {\displaystyle (0^{\circ }\leq \Delta \phi \leq 180^{\circ })}.
Il segnale in uscita dall'interferometro produrrà una figura d'interferenza da cui si può ricavare la visibilità a posteriori {\displaystyle V_{o}}, mentre l'informazione registrata nei due WWD permetterà di ricostruire, sempre a posteriori, da quale cammino è passato il fotone, mediante una grandezza statistica definita distinguibilità {\displaystyle D}.
Sia {\displaystyle V_{o}} sia {\displaystyle D} sono numeri reali compresi tra 0 ed 1: 
{\displaystyle 0\leq V_{o}\leq 1}
{\displaystyle 0\leq D\leq 1}
Berthold-Georg Englert ha dimostrato nel 1996 che esiste una disuguaglianza, apparentemente molto simile ma sostanzialmente molto diversa da quella di Greenberger e Yasin, che correla la misura {\displaystyle V_{o}} del comportamento ondulatorio a quella {\displaystyle D} del comportamento corpuscolare, dopo che dei fotoni hanno attraversato l'interferometro:
(3){\displaystyle \quad V_{o}^{2}+D^{2}\leq 1}
L'uguaglianza vale se il sistema quantistico è uno stato puro, mentre la disuguaglianza si realizza per uno stato misto.
La disuguaglianza di Englert non si riferisce al singolo fotone: siccome {\displaystyle D} è definito solo statisticamente mediante una funzione di verosimiglianza, è ottenibile solo per un insieme di fotoni identici misurati mediante lo stesso apparato. Questa disuguaglianza, al contrario di quella di Greenberger e Yasin, non dice quindi nulla sull'ontologia dei quantoni, ma illustra l'effetto dello strumento nella determinazione, post misura, delle caratteristiche dei fotoni che lo hanno attraversato.
Per uno stato puro risultano possibili tutte le combinazioni di {\displaystyle V_{o}^{2}} e {\displaystyle D^{2}} che, sommate, diano l'unità:
(4){\displaystyle \quad V_{o}^{2}+D^{2}=1}
Ad esempio: 
{\displaystyle (V_{o}^{2}=0.3\quad ;\quad D^{2}=0.7)\quad \quad (V_{o}^{2}=0.5\quad ;\quad D^{2}=0.5)\quad \quad (V_{o}^{2}=0.8\quad ;\quad D^{2}=0.2)}
Un interferometro di Mach-Zehnder modificato può fornire contemporaneamente informazioni parziali sugli aspetti ondulatori e particellari dei fotoni che lo attraversano, ma più informazioni fornisce su un aspetto, meno ne darà sull'altro. Gli specifici valori di {\displaystyle V_{o}^{2}} si possono modificare variando la differenza di fase {\displaystyle \Delta \phi } tra i due bracci dell'interferometro mediante il PS. Si vede quindi che la composizione relativa delle proprietà onda/particella non dipende dal quantone che attraversa l'apparato ma è una caratteristica dell'apparato stesso, come sostenuto da Bohr.
Può apparire strano che valgano entrambe le uguaglianze (2) e (4), dato che la visibilità a posteriori {\displaystyle V_{o}^{2}}
risulta solitamente minore di quella a priori {\displaystyle V^{2}}. Ma se da una parte {\displaystyle V_{o}\leq V}, dall'altra si ha che {\displaystyle D\geq P} e le differenze tra i termini corrispondenti si compensano, di modo che risultano verificate sia l'uguaglianza (2) sia la (4).
La disuguaglianza di Englert è stata sperimentalmente controllata per la prima volta nel 1998 con fasci atomici e quindi nel 1999 con fotoni singoli polarizzati.

### Piazza, Lummen e Quiñonez (2015)
Un articolo del 2015, basato sull'osservazione di un impulso laser (collimato su un nanofilo di metallo) mediante elettroni incidenti, riporta d'aver fotografato, nel comportamento del sistema fotonico perturbato dagli elettroni, sia la particella sia l'onda.
Tale affermazione è stata contestata nel 2017, rilevando che la frazione della luce che si è comportata come fotoni entrando in collisione con gli elettroni non esibiva natura ondosa e non partecipava più all'onda stazionaria.
Viceversa, l'onda stazionaria era formata dalla rimanente frazione della luce, che non ha mai subito alcuna collisione
da parte degli elettroni incidenti. Si tratta quindi di due fenomeni simultanei, ma indipendenti, e di breve durata perché, come previsto dall'effetto quantistico d'interazione/disturbo (vedi Principio di indeterminazione di Heisenberg), le collisioni elettroniche comportano la progressiva e rapida distruzione dell'onda stazionaria.